# An-Nasiriyya

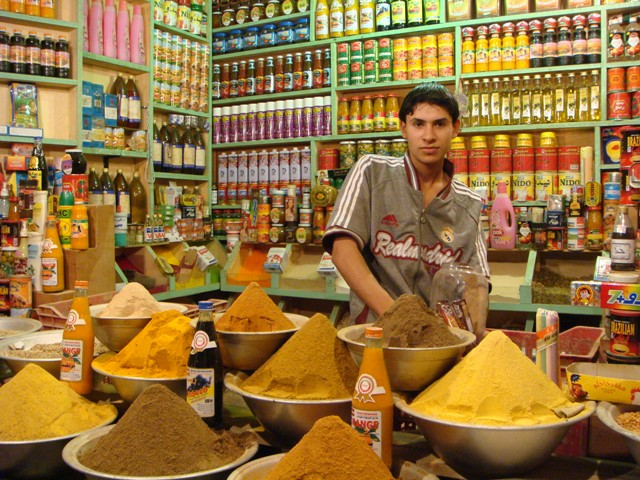
Kryddaffär i an-Nasiriyya.

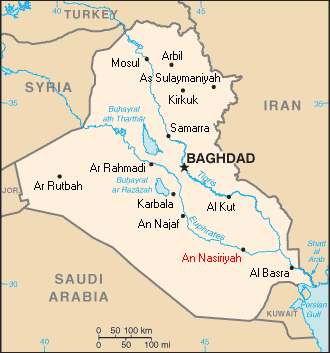
Karta med an-Nasiriyyas läge vid Eufrat, 2006.

an-Nasiriyya (alternativ stavning an-Nasiriyah eller al-Nasiriyya, arabiska الناصرية) är en stad vid floden Eufrat i södra Irak. Den är administrativ huvudort för provinsen Dhi Qar. Vid 1987 års folkräkning hade staden 265 937 invånare. Det finns inga officiella uppgifter från sen tid över stadens befolkning, men det distrikt som hör till staden hade en uppskattad folkmängd av 643 137 invånare 2009, på en yta av 4 149 km².
Den ligger nära ruinerna av den forntida staden Ur och i staden finns det gamla templet Zagoora. Vid staden finns våtmarker med stor biologisk mångfald. 